# Vassoura (futsal)
Williams Oliveira do Nascimento plus connu sous le pseudonyme Vassoura, né le  26 avril 1985 à Jaboatão dos Guararapes, est un joueur de futsal international azéri d'origine brésilienne.

## Biographie

### Enfance et débuts multisports
Williams Oliveira do Nascimento grandit avec son grand-père, loin de sa mère parti à São Paulo et n'a jamais connu son père. Son surnom Vassoura vient d'une mauvaise coupe de cheveux par son grand-père,. Il est ensuite sans-abri de la ville de Jaboatão dos Guararapes, dans la région métropolitaine de Recife, où il vit dans les rues et sur les bancs des places de la ville pendant huit ans,.
Vassoura commence à jouer à trois sports de balle aux pieds afin de gagner de l'argent : le futsal, le football à 7 et le football traditionnel.
À seize ans, Vassoura dispute une détection de futsal pour la sélection de Jaboatão et Barão. Pivot de son équipe, le jeune joueur est repéré et engagé par le club de Santa Cruz,. Il ne joue pas professionnellement pour le club mais peut arrêter de vivre dans la rue.
Vassoura fait ses débuts en 2004 avec le brésilien de Campo Mourao.

### Joueur de futsal à l'étranger
En 2009, Vassoura est membre de la section futsal du Shakhtar Donetsk en Ukraine aux côtés de plusieurs compatriotes : Claudinho, Romarinho, Thiago, Fumaça et Carlos Xaxá.
Ensuite, le joueur s'en va en Russie puis parcourt une partie de l'Europe (Espagne, Ukraine, Géorgie, Croatie, Lettonie) jusqu'à arriver en Azerbaïdjan, où il reçoit trois fois l'invitation à se faire naturaliser afin de jouer en équipe nationale azérie.
Pour la saison 2006-2007, à l'âge de 21 ans, il signe au DKV Seguros Zaragoza, une entité dans laquelle il reste un an.
En novembre 2010, Vassoura rejoint le concurrent ukrainien, MNK Nacional Zagreb, afin de participer notamment à la Coupe de l'UEFA.
En 2016, Vassoura défend les couleurs d'Araz Naxçivan en Azerbaïdjan. Il y remporte la Coupe d'Azerbaïdjan et qualifie son équipe pour le Tour élite de la Coupe de l'UEFA.
Début 2018, le joueur évolue pour Al Dhafra (Émirats arabes unis), club avec lequel il dispute la Coupe d'Asie, son dernier engagement.
À l'été 2018, Vassoura revient à Saragosse en Espagne, au Fútbol Emotion Zaragoza, onze ans après son premier passage dans la ville. Mais, dès septembre 2018, Vassoura et le club rompent le contrat d'un commun accord en raison du manque d'adaptation du joueur à l'équipe et au système de jeu.
Début janvier 2019, Vassoura rejoint le Futsal Pato, champion en titre et dernier vainqueur de la Coupe du Brésil. Il dispute la Ligue nationale, dans le championnat Paranaense Chave Ouro et également dans la Coupe nationale. Il s'agit de sa première participation à une édition de la LNF brésilienne (Liga National de Futsal). Son dernier match avec le maillot du Pato a lieu en Campeonato Paranaense et une victoire contre Umuarama (6-3) permettant de reprendre la tête du championnat de l'État.
En juillet 2019, Vassoura s'engage avec le club Al-Arabi au Koweït.
Fin octobre 2021, le club de Campo Largo annonce l'embauche de Vassoura pour la Coupe nord-est de futsal du Brésil. L’ailier s'entraîne avec l'équipe et peut même jouer la dernière ligne droite du championnat Piauiense.

### Football au Brésil
En plus de jouer sur les terrains de futsal et de Fut7, le natif de Pernambuco joue également au football. À la suite de ses débuts à Vera Cruz, il fait partie des meilleurs milieux de terrain du championnat Paranaense. Il décide alors de revenir au futsal, mieux payé.
Il évolue plus tard pour Central, Salgueiro, CSA-AL, Vera Cruz, Araripina, Itabaiana-SE, Campinense, Mogi Mirim avant un bref passage par Náutico, en 2014. Critiqué par les supporters durant son essai, il parvient à faire changer les avis mais aucun contrat ne lui est proposé par le club.

### Football à 7 au plus haut niveau
En 2018, Vassoura dispute le championnat de Pernambuco 2018 pour Sport Recife. Il dispute ensuite la Coupe du monde des clubs pour Coritiba, termine meilleur buteur de la compétition et remporte la Coupe du monde avec l'équipe nationale brésilienne,. Au terme de l'année 2018, il est élu meilleur joueur du monde de football à 7,.
Il est aussi champion du Brésil et de la Copa do Brasil avec le Resenha FC, du Piauí.

### En équipe nationale
En septembre 2016, Vassoura se souvient : « Il y a huit ans, j'ai reçu une invitation à jouer pour une équipe azerbaïdjanaise et pour l'équipe nationale, mais je ne l'ai pas acceptée. Je devais y aller, mais je ne me suis pas naturalisé, car je n'aimais pas l'endroit où je me trouvais à l'époque et j'ai fini par partir. Je suis revenu au pays il y a deux ans pour jouer pour une autre équipe de la ligue nationale et j'ai rencontré le président de la fédération, qui m'a invité à nouveau à me naturaliser, mais le montant proposé par lui ne m'intéressait pas et je n'ai pas accepté à nouveau. Alors cette année, il y a deux mois, il m'a invité à nouveau, cette fois pour le montant que j'avais demandé, et j'ai finalement accepté ».
Naturalisé azéri, Vassoura intègre l'Équipe d'Azerbaïdjan de futsal FIFA avec qui il dispute la Coupe du monde 2016. Lors des débuts de l'Azerbaïdjan contre le Maroc dans le groupe F, Vassoura inscrit un triplé (0-5),. Son équipe atteint les quarts de finale.
En 2018, Vassoura est retenu pour le Championnat d'Europe 2018.
En février 2021, Vassoura inscrit un but contre la Grèce (3-0) lors du deuxième match de la phase de groupes des éliminatoires de l'Euro 2022.
Début 2022, Vassoura est sélectionné pour le Championnat d'Europe.
En parallèle, il devient international brésilien de football à 7 et remporte la Coupe du monde avec l'équipe nationale auriverde,.

## Style de jeu
En futsal et football à 7, Vassoura évolue autant aux postes de pivot et d'ailier.

## Statistiques

### Joueur de futsal

#### Par saison
| Saison                | Club                  | Championnat           | Championnat | Championnat | Coupe(s) nationale(s) | Coupe(s) nationale(s) | Supercoupe | Supercoupe | Compétition(s) continentale(s) | Compétition(s) continentale(s) | Compétition(s) continentale(s) | Championnat régional | Championnat régional | Azerbaïdjan | Azerbaïdjan | Total | Total |
| Saison                | Club                  | Division              | M.          | B.          | M.                    | B.                    | M.         | B.         | Comp.                          | M.                             | B.                             | M.                   | B.                   | M.          | B.          | M.    | B.    |
| 2004                  | Campo Mourão Futsal   | D1                    | -           | -           | -                     | -                     | -          | -          | -                              | -                              | -                              | -                    | -                    | -           | -           | 0     | 0     |
| 2005-2006             | Jugra Jugorsk         | D1                    | -           | -           | -                     | -                     | -          | -          | -                              | -                              | -                              | -                    | -                    | -           | -           | 0     | 0     |
| 2005-2006             | Atlético Logroño      | D2                    | 4           | 1           | -                     | -                     | -          | -          | -                              | -                              | -                              | -                    | -                    | -           | -           | 4     | 1     |
| 2006-2007             | DKV Seguros Zaragoza  | D1                    | 18          | 7           | -                     | -                     | -          | -          | -                              | -                              | -                              | -                    | -                    | -           | -           | 18    | 7     |
| 2009-2010             | Shakhtar Donetsk      | D1                    | -           | -           | -                     | -                     | -          | -          | -                              | -                              | -                              | -                    | -                    | -           | -           | 0     | 0     |
| 2010-2011             | MNK Nacional Zagreb   | D1                    | -           | -           | -                     | -                     | -          | -          | C1                             | -                              | -                              | -                    | -                    | -           | -           | 0     | 0     |
| 2015-2016             | FK Nikars             | D1                    | -           | -           | -                     | -                     | -          | -          | -                              | -                              | -                              | -                    | -                    | -           | -           | 0     | 0     |
| 2016-2017             | Araz Naxçıvan         | D1                    | -           | -           | -                     | -                     | -          | -          | C1                             | -                              | -                              | -                    | -                    | 4           | 6           | 4     | 6     |
| 2017-2018             | Al Dhafra             | D1                    | -           | -           | -                     | -                     | -          | -          | -                              | -                              | -                              | -                    | -                    | 3           | -           | 3     | 0     |
| 2018-0000             | FE Zaragoza           | D1                    | 2           | 1           | -                     | -                     | -          | -          | -                              | -                              | -                              | -                    | -                    | -           | -           | 2     | 1     |
| 0000-2019             | Futsal Pato           | D1                    | 11          | 2           | 2                     | -                     | 2          | -          | -                              | -                              | -                              | 11                   | 3                    | -           | -           | 26    | 5     |
| 2019                  | Al-Arabi              | D1                    | -           | -           | -                     | -                     | -          | -          | -                              | -                              | -                              | -                    | -                    | 3           | -           | 3     | 0     |
| 2021-0000             | Campo Largo           | D1                    | -           | -           | -                     | -                     | -          | -          | -                              | -                              | -                              | -                    | -                    | 7           | 3           | 7     | 3     |
| 0000-2022             | Sporting Paris        | D1                    | -           | -           | -                     | -                     | -          | -          | -                              | -                              | -                              | -                    | -                    | -           | -           | 0     | 0     |
| Total sur la carrière | Total sur la carrière | Total sur la carrière | 35          | 11          | 2                     | 0                     | 2          | 0          | -                              | 0                              | 0                              | 11                   | 3                    | 17          | 11          | 67    | 25    |

#### En équipe nationale
| Statistiques de Vassoura avec l'équipe d'Azerbaïdjan de futsal | Statistiques de Vassoura avec l'équipe d'Azerbaïdjan de futsal | Statistiques de Vassoura avec l'équipe d'Azerbaïdjan de futsal | Statistiques de Vassoura avec l'équipe d'Azerbaïdjan de futsal | Statistiques de Vassoura avec l'équipe d'Azerbaïdjan de futsal | Statistiques de Vassoura avec l'équipe d'Azerbaïdjan de futsal | Statistiques de Vassoura avec l'équipe d'Azerbaïdjan de futsal | Statistiques de Vassoura avec l'équipe d'Azerbaïdjan de futsal |
| #                                                              | Date                                                           | Compétition                                                    | Domicile                                                       | Extérieur                                                      | Score                                                          | Cartons                                                        | Buts                                                           |
| -------------------------------------------------------------- | -------------------------------------------------------------- | -------------------------------------------------------------- | -------------------------------------------------------------- | -------------------------------------------------------------- | -------------------------------------------------------------- | -------------------------------------------------------------- | -------------------------------------------------------------- |
| 17                                                             | 9 mars 2021                                                    | qualifications Euro 2022 - grp. 3                              | Moldavie                                                       | Azerbaïdjan                                                    | 3-5                                                            |                                                                | But inscrit · But inscrit                                      |
| 16                                                             | 4 mars 2021                                                    | qualifications Euro 2022 - grp. 3                              | Azerbaïdjan                                                    | Moldavie                                                       | 5-1                                                            |                                                                |                                                                |
| 15                                                             | 2 février 2021                                                 | qualifications Euro 2022 - grp. 3                              | Grèce                                                          | Azerbaïdjan                                                    | 0-3                                                            |                                                                | But inscrit                                                    |
| 14                                                             | 29 janvier 2021                                                | qualifications Euro 2022 - grp. 3                              | Azerbaïdjan                                                    | Slovaquie                                                      | 4-1                                                            | Averti                                                         |                                                                |
| 13                                                             | 1er février 2020                                               | qualifications Tour élite Mondial 2020 - grp. C                | Slovaquie                                                      | Azerbaïdjan                                                    | 3-3                                                            |                                                                |                                                                |
| 12                                                             | 30 janvier 2020                                                | qualifications Tour élite Mondial 2020 - grp. C                | Azerbaïdjan                                                    | Russie                                                         | 4-3                                                            |                                                                |                                                                |
| 11                                                             | 29 janvier 2020                                                | qualifications Tour élite Mondial 2020 - grp. C                | Croatie                                                        | Azerbaïdjan                                                    | 2-0                                                            |                                                                |                                                                |
| 10                                                             | 26 octobre 2019                                                | qualifications Tour principal Mondial 2020 - grp. 3            | Slovaquie                                                      | Azerbaïdjan                                                    | 0-2                                                            | Averti                                                         | But inscrit                                                    |
| 9                                                              | 24 octobre 2019                                                | qualifications Tour principal Mondial 2020 - grp. 3            | Azerbaïdjan                                                    | Monténégro                                                     | 3-2                                                            |                                                                |                                                                |
| 8                                                              | 23 octobre 2019                                                | qualifications Tour principal Mondial 2020 - grp. 3            | Azerbaïdjan                                                    | Moldavie                                                       | 3-1                                                            |                                                                | But inscrit                                                    |
| 7                                                              | 6 février 2018                                                 | Championnat d'Europe 2018 - quart de finale                    | Azerbaïdjan                                                    | Portugal                                                       | 8-1                                                            |                                                                |                                                                |
| 6                                                              | 4 février 2018                                                 | Championnat d'Europe 2018 - grp. D                             | Azerbaïdjan                                                    | Espagne                                                        | 0-1                                                            | Averti                                                         |                                                                |
| 5                                                              | 2 février 2018                                                 | Championnat d'Europe 2018 - grp. D                             | Azerbaïdjan                                                    | France                                                         | 3-5                                                            |                                                                |                                                                |
| 4                                                              | 23 septembre 2016                                              | Coupe du monde 2016 - 8e de finale                             | Azerbaïdjan                                                    | Thaïlande                                                      | 8-13 ap                                                        | Averti                                                         | But inscrit · But inscrit                                      |
| 3                                                              | 19 septembre 2016                                              | Coupe du monde 2016 - grp. F                                   | Azerbaïdjan                                                    | Iran                                                           | 3-3                                                            |                                                                |                                                                |
| 2                                                              | 16 septembre 2016                                              | Coupe du monde 2016 - grp. F                                   | Azerbaïdjan                                                    | Espagne                                                        | 2-4                                                            | Averti                                                         | But inscrit                                                    |
| 1                                                              | 13 septembre 2016                                              | Coupe du monde 2016 - grp. F                                   | Azerbaïdjan                                                    | Maroc                                                          | 0-5                                                            |                                                                | But inscrit · But inscrit · But inscrit                        |

### Footballeur
| Saison                | Club                     | Championnat           | Championnat | Championnat | Coupe(s) nationale(s) | Coupe(s) nationale(s) | Championnat régional | Championnat régional | Total | Total |
| Saison                | Club                     | Division              | M.          | B.          | M.                    | B.                    | M.                   | B.                   | M.    | B.    |
| 2009                  | Vera Cruz-PE             | ?                     | -           | -           | -                     | -                     | 1                    | 1                    | 1     | 1     |
| 2010                  | Campinense Clube         | ?                     | -           | -           | -                     | -                     | -                    | -                    | 0     | 0     |
| 2011                  | Central Sport Club       | ?                     | -           | -           | -                     | -                     | 22                   | 1                    | 22    | 1     |
| 2012                  | Araripina                | ?                     | -           | -           | -                     | -                     | 17                   | -                    | 17    | 0     |
| 2012                  | Itabaiana                | ?                     | -           | -           | -                     | -                     | -                    | -                    | 0     | 0     |
| 2012                  | Salgueiro                | D3                    | 3           | -           | -                     | -                     | -                    | -                    | 3     | 0     |
| 2013                  | São Carlos               | ?                     | -           | -           | -                     | -                     | -                    | -                    | 0     | 0     |
| 2013                  | Mogi Mirim ES            | ?                     | -           | -           | -                     | -                     | -                    | -                    | 0     | 0     |
| 2014                  | Centro Sportivo Alagoano | ?                     | -           | -           | 1                     | -                     | -                    | -                    | 1     | 0     |
| 2016                  | Vitoria das Tabocas      | ?                     | -           | -           | -                     | -                     | 5                    | -                    | 5     | 0     |
| 2019                  | Vera Cruz-PE             | ?                     | -           | -           | -                     | -                     | 1                    | -                    | 1     | 0     |
| 2021                  | Fluminense-PI            | ?                     | -           | -           | -                     | -                     | 1                    | -                    | 1     | 0     |
| Total sur la carrière | Total sur la carrière    | Total sur la carrière | 3           | 0           | 1                     | 0                     | 47                   | 2                    | 51    | 2     |